# Ciclismo nos Jogos Pan-Americanos de 1967
As competições de ciclismo nos Jogos Pan-Americanos de 1967 foram realizadas em Winnipeg, Canadá. Esta foi a quinta edição do esporte nos Jogos Pan-Americanos, tendo sido disputada apenas por homens.

## Masculino

### Corrida individual 1.000 m (Pista)
| POSIÇÃO | CICLISTA              |
| ------- | --------------------- |
|         | Roger Gibbon (TRI)    |
|         | Oscar García (ARG)    |
|         | Carl Leusenkamp (USA) |

### Contra o relógio individual 1.000 m (Pista)
| POSIÇÃO | CICLISTA                     |
| ------- | ---------------------------- |
|         | Roger Gibbon (TRI)           |
|         | Jack Simes (USA)             |
|         | Carlos Alberto Vázquez (ARG) |

### Perseguição individual de 4.000 m (Pista)
| POSIÇÃO | CICLISTA                      |
| ------- | ----------------------------- |
|         | Martín Emilio Rodríguez (COL) |
|         | Juan Alberto Merlos (ARG)     |
|         | Radamés Treviño (MEX)         |

### Perseguição por equipes de 4.000 m (Pista)
| POSIÇÃO | CICLISTA       |
| ------- | -------------- |
|         | Argentina      |
|         | México         |
|         | Estados Unidos |

### Corrida individual (Estrada)
| POSIÇÃO | CICLISTA              |
| ------- | --------------------- |
|         | Marcel Roy (CAN)      |
|         | Vicente Chancay (ARG) |
|         | Heriberto Díaz (MEX)  |

### Contra o relógio por equipes (Estrada)
| POSIÇÃO | CICLISTA  |
| ------- | --------- |
|         | Argentina |
|         | México    |
|         | Colômbia  |

## Quadro de medalhas
| Ordem | País                  | Medalha de ouro | Medalha de prata | Medalha de bronze |    |
| ----- | --------------------- | --------------- | ---------------- | ----------------- | -- |
| 1     | ARG Argentina         | 2               | 3                | 1                 | 6  |
| 2     | TRI Trinidad e Tobago | 2               |                  |                   | 2  |
| 3     | COL Colômbia          | 1               |                  | 1                 | 2  |
| 4     | CAN Canadá            | 1               |                  |                   | 1  |
| 5     | MEX México            |                 | 2                | 2                 | 4  |
| 6     | USA Estados Unidos    |                 | 1                | 2                 | 3  |
| TOTAL | TOTAL                 | 6               | 6                | 6                 | 18 |

## Ligação externa
- Jogos Pan-Americanos de 1967